# 5-Aminonaftalen-1-ol
5-Aminonaftalen-1-ol, também chamado de 5-amino-1-naftol, 1-amino-5-naftol, 1-amino-5-hidroxinaftaleno ou 5-amino-1-naftalenol é o composto orgânico de fórmula C10H9NO, SMILES C1=CC2=C(C=CC=C2O)C(=C1)N e massa molar 159,18. É classificado com o número CAS 83-55-6 e CBNumber CB7471078. Apresenta ponto de fusão de 190 °C. É uma substância nociva.
É intermediário na síntese de diversos corantes.